# エドマンド・オブ・スコットランド
エドマンド（またはエドムンド）・オブ・スコットランド（Edmund of Scotland / Etmond mac Maíl Coluim / Eadmund Margotsson, 1070年以降 - 1097年以降）は、スコットランド王マルカム3世と王妃マーガレットの次男。ダンカン2世の異母弟で、エドワードの同母弟、エドガー、エゼルレッド、アレグザンダー1世、イーディス（マティルダ）、メアリー、デイヴィッド1世の同母兄。スコットランド王の一人に数えられる場合もあるが、王位についていたという明白な証拠はない。

## 生涯
叔父ドナルド3世が異母兄ダンカン2世に王位を奪われると、ダンカン2世の殺害に加担してドナルド3世の復位に協力した。ドナルド3世の復位後はドナルドとエドマンドの共同統治とされ、エドマンドはロージアンおよびストラスクライドの南部を統治した。しかし、同母弟エドガーによりドナルド3世が廃位されると、エドマンドは修道院に送られ、僧として一生を送ることとなり、悔恨の中、1100年頃死去した。エドマンド自身の希望により、鎖で縛られて葬られたという。